# Camilo Pérez Laporta
Camilo Pérez Laporta (Alcoy, Alicante, 13 de febrero de 1852-Ibidem 5 de febrero de 1917) fue un compositor y director de orquesta español. Sus dos hijos Camilo Pérez Monllor (1877-1947) y Evaristo Pérez Monllor (1880-1930) también fueron compositores y directores de orquesta como su padre.

## Biografía
Camilo Pérez Laporta, apodado como "Camilo el roig" inició sus estudios musicales a muy pronta edad de la mano de los profesores Rafael Miralles y Francisco Cantó Botella, cursó clases de solfeo con Juan Cantó Francés. Como compositor fue muy prolífico ganando tres importantes premios. Medalla de oro en Alicante a la pieza "Himno a Santa Faz", un segundo premio en los juegos florales organizados por la Sociedad Literaria Spectaclub recibió otro premio por la polonesa para banda Alicante el 7 de agosto de 1890 y presidido por el poeta Teodoro Llorente Olivares. El tercer premio lo recibió al poema sinfónico Lo Crit del Palleter galardonado en 1908 en Valencia por Lo Rat Penat.
Fue director de la Sociedad Filarmónica Novísima de Alcoy (1890-1892), de la Juventud Musical Villenense (1893-1899) y de la Música Primitiva Apolo de Alcoy (1913-1917). 
Entre sus composiciones se encuentran pasodobles, marchas solemnes o motetes religiosos entre otras piezas musicales. Muchas de las piezas fueron compuestas para las fiestas de Moros y Cristianos tanto de Alcoy como de otras localidades.

## Composiciones
Listado incompleto de las composiciones de Camilo Pérez Laporta. 

### Pasodoble
- Goliat (1882)
- El campamento (1884)
- El Lauro (1884)
- El general (1886)
- Moamet (1886)
- El guerrillero (1888)
- El doble seis (1889)
- Vizcaya (1889)
- El Capitán (1894)
- Los diez (1894)
- Micalet Sou (1896)
- Peleant en Cuba y pensant en Alcoy (1896)
- Olé Sevilla (1898)
- Ya no torea guerrita (1899)
- Krouger (1900)
- El Transvaal (1900)
- Pare i fill (1900)
- Hipolitet (1900)
- A las puertas de Granada (1902)
- Chapi (1902)
- Blanco y negro (1904)
- Músico y pintor (1904)
- La entrà de moros (1905)
- Tots contens? (1905)
- Departamentos de la Marina (1905)
- Juan de Joanes (1906)
- Senabac (1906)
- Serrallo (1908)
- Fontinens (1909)
- De vuelta a España (1912)
- La 1ª de abono (1913)
- El 5º de la tarde (1913)
- A la guerra (1914)
- El Capitán de Zuavos (1915)
- El chiquet d'Apolo (1916)

### Marcha Mora o Árabe
- Benixerrajs (1904)
- La canción del Harem (1907)
- La Alhambra (1907)
- Abd-el-Azís (1908)
- Muley Hafid (1908)
- El paraís (1909)
- El poema del Sultán (1910)
- La fiesta del Santón (1911)
- Caminando al desierto (1912)
- El llanto de Boabdil (1912)
- El zoco "El Arbá" (1912)

### Marcha Solemne
- Mis lágrimas (1888)
- Marcha Fúnebre (1898)
- El Día del Patrón (1902)